# Groupe français d'études et d'applications des polymères
« GFP » redirige ici. Pour les autres significations, voir GFP (homonymie).
Le Groupe français d’études et d’applications des polymères (GFP), ou plus simplement Groupe français des polymères (nom officiel jusqu'en 1981), est une association à but non lucratif inscrite au registre du tribunal d'instance de Strasbourg, et une société savante, qui vise à promouvoir la chimie macromoléculaire, la physique des polymères, et la science des matériaux polymères (plus communément appelés « matières plastiques ») dans les institutions françaises d’enseignement supérieur et de recherche, mais également au sein du tissu industriel.

## Histoire

### Création
Le GFP a été créé en 1970 par le physicien des polymères strasbourgeois André Kovacs et le chimiste parisien Georges Champetier, l'un des tout premiers chercheurs en France, dès 1928, à s'intéresser à la science des polymères. De par ses statuts, le GFP s'est donné comme buts :
- l'avancement et la diffusion des études sur les substances macromoléculaires ;
- le groupement des chercheurs étudiant les polymères afin de favoriser des échanges d'idées et de faciliter la connaissance des progrès scientifiques et techniques dans ce domaine ;
- de développer des relations entre la recherche de base et ses applications[4].

Le siège du GFP a été situé à Strasbourg où fut créé dès 1954 par le physicien Charles Sadron le Centre de recherche sur les macromolécules (CRM), premier laboratoire du CNRS de science des polymères, qui devint en 1985 l'Institut Charles-Sadron. La première assemblée générale eut lieu les 26 et 27 novembre 1970 à Paris. Le premier bureau de l'association fut composé de Georges Champetier (président), Charles Sadron et René Riou (vice-présidents), André Kovacs (secrétaire général) et Constant Wippler (trésorier). Parmi les règles inchangées depuis 1970, il fut décidé que la présidence du GFP reviendrait alternativement à un chercheur académique et à un industriel, et que le secrétaire serait systématiquement un membre du CRM (puis de l'ICS). Un certain nombre d'évènements étaient programmés en 2020 pour fêter le cinquantenaire du GFP.

### Sociétés savantes sœurs et fédérations auxquelles le GFP est rattaché
En mai 1990, le GFP a passé un accord avec la Société française de chimie, dont il devient la division Matériaux polymères et élastomères, qui deviendra plus tard la division Chimie des polymères et matériaux. De même en 2002, un accord est passé avec la Société française de physique pour créer une division Polymères commune aux deux sociétés. Le GFP est membre de la Fédération française des matériaux depuis la fondation de celle-ci en 2003 et de la Fédération européenne des polymères, dont le premier congrès en 1986 fut organisé par le GFP à Lyon en 1986. Depuis le 1er juin 2020, le GFP a aussi signé un accord avec la Société japonaise de science des polymères.
- Société chimique de France (SCF).
- Société française de physique (SFP).
- Fédération française des matériaux (FFM)[10].
- Fédération européenne des polymères (EPF)[11].
- Société japonaise de science des polymères (SPSJ)[12].
- Société française des ingénieurs des plastiques (SFIP)[13].
- Associazione italiana di scienza e tecnologia delle macromolecole (AIM)[14].

## Organisation

### Manifestations
Le Colloque national du GFP, au cours duquel se tient l'assemblée générale et qui réunit de 180 à 250 participants, se tient chaque année fin novembre, dans une ville française différente. Depuis 1972 sont aussi organisées annuellement les Journées d'étude des polymères (JEPO) destinées aux jeunes chercheurs et chercheuses de moins de quarante ans, issus de laboratoires académiques ou industriels. Depuis 2000 sont aussi organisées les Rencontres nationales des jeunes polyméristes (RNJP). Enfin, le GFP organise régulièrement des stages pédagogiques et des ateliers de prospective sur des sujets particuliers, réunissant des chercheurs académiques et industriels, par exemple en 2004 à Lyon sur le thème des polymères nanoporeux.

### Commissions
La diffusion des connaissances sur la science des polymères étant l'un des principaux buts dans les statuts du GFP, une Commission enseignement fut créée et animée d'abord par le physicien strasbourgeois spécialiste de diffusion des rayonnements Henri Benoit, puis par la chercheuse grenobloise Marguerite Rinaudo, et aujourd'hui par le professeur lyonnais Thierry Hamaide,,.
Concernant le suivi des dernières avancées ayant potentiellement des liens avec les polymères, une Cellule de veille scientifique et technologique (V2P) a été créée en 1999 afin de recenser tous les nouveaux résultats ou outils susceptibles d'améliorer l'étude des polymères, en suivant les derniers articles scientifiques ou brevets, et en organisant des ateliers de réflexion prospective. La cellule V2P a ainsi abordé des questions d'actualité comme la lutte contre la pollution par les microplastiques, ou bien le recours au biomimétisme pour concevoir des matières plastiques plus performantes et plus respectueuses de l'environnement.

### Sections régionales
Au fil du développement de la science des polymères en France via la création de laboratoires publics et d'entreprises, des sections régionales du GFP furent créées, aujourd'hui au nombre de sept (Grand Ouest, Nord, Île-de-France, Est, Rhône-Alpes-Auvergne, Méditerranée, Sud Ouest). Chacune élit un président qui participe aux réunions du Conseil d'administration du GFP. Les sections régionales organisent chacune à leur tour le Colloque national du GFP et les JEPO, ainsi que des journées locales ou d'autres animations, par exemple les journées de la section GFP Grand-Ouest près de La Baule en 2016.

## Ouvrages du GFP
Depuis sa création, le GFP diffuse à ses adhérents un bulletin d'informations Actualités du GFP, deux à trois fois par an. En complément, la Commission enseignement édite périodiquement des Livres du GFP issus des cours et des ateliers, sur les différents aspects (chimie, physicochimie et physique) des polymères et sur leurs applications. Présents dans les bibliothèques universitaires, les livres du GFP constituent des supports de cours pour l'enseignement de la science des polymères, en complément des manuels pédagogiques tels que le Fontanille et Gnanou. En 2004, une démarche a été entreprise avec l'Union internationale de chimie pure et appliquée afin de promouvoir l'enseignement sur les polymères dans les pays francophones.

## Prix et distinctions
Cette section ne s'appuie pas, ou pas assez, sur des sources secondaires ou tertiaires indépendantes du sujet.

Pour l'améliorer, ajoutez-en, ou placez des modèles {{Source secondaire souhaitée}} ou {{Source secondaire nécessaire}} sur les passages mal sourcés. (janvier 2023)
Le GFP décerne chaque année plusieurs prix, en son nom ou conjointement avec la SCF ou la SFP :
- Prix de thèse « polymères » de la Commission Enseignement du GFP (tous les ans) ;
- Prix de la Division Polymères commune à la SCF et au GFP, récompensant un scientifique de moins de quarante ans pour des résultats scientifiques ou techniques originaux et importants en chimie des polymères (tous les deux ans, depuis 2002)[28] ;

| Lauréats | Année                               |
| -------- | ----------------------------------- |
| 2002     | Henri Cramail et Costantino Creton  |
| 2004     | Mathias Destarac et Olivier Guerret |
| 2006     | Daniel Taton                        |
| 2008     | Jean-François Lutz                  |
| 2010     | Franck D'Agosto                     |
| 2012     | Eric Drockenmuller                  |
| 2014     | Jacques Lalevée                     |
| 2016     | Julien Nicolas                      |
| 2018     | Yohann Guillaneuf                   |
| 2020     | Etienne Grau                        |
| 2022     | Damien Montarnal                    |

- Prix de la Division Polymères commune à la SFP et au GFP, récompensant un scientifique de moins de quarante ans pour des résultats scientifiques ou techniques originaux et importants en physique des polymères (tous les deux ans, depuis 2004) ;
- Grand Prix du GFP, récompensant la carrière ou l'ensemble des travaux d’un chercheur français ou étranger dans le domaine des polymères (tous les deux ans, depuis 2003) ; en 2021, le Grand Prix du GFP a été rebaptisé « Prix Champetier »[29] ;
- Prix d'Honneur du GFP, récompensant un scientifique pour sa carrière dédiée aux polymères (tous les ans, depuis 2017).

## Présidents et secrétaires généraux
| Président(es)        | Président(es) | Secrétaires généraux | Secrétaires généraux |
| -------------------- | ------------- | -------------------- | -------------------- |
| Vincent Monteil      | nov. 2023-    | Fanny Bonnet         | nov. 2023-           |
| Gustavo S. Luengo    | 2021-2023     | Delphine Chan-Seng   | 2020-2023            |
| Sophie Guillaume     | 2018-2021     | Delphine Chan-Seng   | 2020-2023            |
| Jean-Marc Pujol      | 2016-2018     | Michel Bouquey       | 2015-2020            |
| Jean-François Gérard | 2013-2015     | Yves Holl            | 2010-2015            |
| Michel Glotin        | 2010-2012     | Yves Holl            | 2010-2015            |
| Yves Gnanou          | 2007-2009     | Jean-Michel Guenet   | 2009-2010            |
| Pascal Barthélémy    | 2004-2006     | Pierre Lutz          | 2005-2009            |
| Jean-Pierre Pascault | 2001-2003     | Claude Mathis        | 2000-2005            |
| François Erard       | 1998-2000     | Léonard Reibel       | 1995-2000            |
| Jean-Pierre Vairon   | 1995-1997     | Léonard Reibel       | 1995-2000            |
| Bernard Sillion      | 1992-1994     | Émile Franta         | 1989-1995            |
| Ernest Maréchal      | 1989-1991     | Émile Franta         | 1989-1995            |
| Jean Minoux          | 1986-1988     | Jean Brossas         | 1986-1989            |
| Jean-Baptiste Donnet | 1983-1985     | Bernard Lotz         | 1980-1986            |
| Émile Bouchez        | 1980-1982     | Paul Rempp           | 1974-1980            |
| Adolphe Chapiro      | 1978-1979     | Paul Rempp           | 1974-1980            |
| Bernard Besançon     | 1977          | Paul Rempp           | 1974-1980            |
| Georges Champetier   | 1970-1976     | André Kovacs         | 1970-1974            |